# 일본국 헌법 제82조
일본국 헌법 제82조(일본어: 日本国憲法第82条)은 일본국 헌법 제6장 "사법"의 조문 중 하나이다. 재판의 공개에 대해 규정하고 있다.

## 조문
일본국 헌법 제82조
① 재판의 대심 및 판결은 공개 법정에서 이를 행한다.
② 재판소가 재판관의 전원 일치로 공적 질서 또는 선량한 풍속을 해칠 우려가 있다고 결정한 경우에는 대심은 공개하지 아니하고 이를 행할 수 있다. 단 정치 범죄, 출판에 관한 범죄 또는 이 헌법 제3장이 보장하는 국민의 권리가 문제가 된 사건의 대심은 항상 이를 공개하여야 한다.

## 해설
모든 재판은 공개를 원칙으로 한다고 규정하였으나, 질서 문란 등 합당한 사유가 있을 때는 예외적으로 비공개로 할 수 있다. 그러나 국민의 자유권이나 권리와 관련된 사안은 어떠한 경우에도 공개하여야 한다.